# Henry Mancini
Enrico Nicola Mancini, conegut com a Henry Mancini (Cleveland, Ohio, 16 d'abril de 1924 - Los Angeles, Califòrnia, 14 de juny de 1994) fou un músic estatunidenc, conegut per les seves composicions de bandes sonores com ara La Pantera Rosa o Hatari!, amb peces com Baby elephant walk, que es van fer molt cèlebres. Va treballar a les ordres dels directors Blake Edwards, Howard Hawks, Anthony Mann, Paul Newman, Vittorio De Sica i Orson Welles, entre d'altres. Sovint se'l considera com un dels compositors més importants de la història del cinema.

## Biografia
Henry Mancini va néixer Enrico Nicola Mancini a Cleveland, Ohio, i es va criar a West Aliquippa, Pennsilvània. Els seus dos pares eren immigrants italians. Originari de Scanno, Abruzzo, el seu pare, Quintiliano Quinto Mancini, era treballador a la Jones and Laughlin Steel Company i músic aficionat que va arribar als Estats Units per primera vegada quan era adolescent al voltant de 1910. La seva mare Anna (nascuda Pece) va arribar als Estats Units des de Forlì del Sannio, Molise, quan era un nadó.
A vuit anys, Mancini va començar a aprendre el piccolo. Mancini va dir que sentir la banda sonora de Rudolph G. Kopp a la pel·lícula de Cecil B. DeMille de 1935 The Crusades el va inspirar a dedicar-se a la composició de música de cinema, tot i els desitjos del seu pare que es convertís en professor.
A dotze anys, va començar a estudiar piano i arranjaments orquestrals amb el pianista de concerts de Pittsburgh i director d'orquestra del Stanley Theatre (ara Benedum Center), Max Adkins. Mancini no només va produir arranjaments per a les bandes del Teatre Stanley, sinó que també va escriure un arranjament per a Benny Goodman, un director d'orquestra prometedor que li va presentar Adkins. Segons el biògraf de Mancini, John Caps, el jove Mancini «preferia els arranjaments musicals a qualsevol mena d'actuació musical, però desmuntar una masurca de Chopin o una sonata de Schumann per tocar-la el va ajudar a veure... com el trencaclosques de la forma, el compàs, la melodia, l'harmonia i el contrapunt havien estat resolts per compositors anteriors».
Després de graduar-se a l'escola secundària Aliquippa el 1942, Mancini va anar per primera vegada al Carnegie Institute of Technology (actualment Carnegie Mellon University) a Pittsburgh.
Més tard aquell mateix any, Mancini es va traslladar a la Juilliard School of Music de Nova York després d'una audició reeixida en què va interpretar una sonata de Beethoven i una improvisació sobre Nit i dia de Cole Porter. Com que només podia fer cursos d'orquestració i composició durant el segon any, Mancini només va estudiar piano durant el primer any a Juilliard, en una condició que Caps va qualificar de sense rumb i oprimida, molt lluny de l'entorn protector i propici d'Adkins.
Les primeres passes en el món de la música les va fer com a integrant de la banda Sons of Italy a Pensilvània. Durant la postguerra, la música de cinema es va allunyant gradualment de les partitures simfòniques, donant pas a una nova generació de compositors, uns quants dels quals procedents de l'anomenada música lleugera i del jazz com és el cas de Henry Mancini. Cap a mitjan dècada del 1950, el gran públic prefereix aquelles cançons senzilles i romàntiques que comencen a sortir a les pel·lícules, cosa que provoca un canvi en l'actitud dels estudis cinematogràfics cap als compositors. Els estudis de Hollywood van aprofitar aquesta nova tendència del públic per demanar als músics composicions rítmiques, alegres, romàntiques i que es poguessin editar fàcilment en un disc.
Després de complir els 18 anys, Mancini es va allistar a les Forces Aèries de l'Exèrcit dels Estats Units el 1943. Mentre feia entrenament bàsic a Atlantic City, Nova Jersey, va conèixer músics que Glenn Miller estava reclutant. A causa d'una recomanació de Miller, Mancini va ser assignat primer a la 28a Banda de la Força Aèria abans de ser reassignat a l'estranger a la 1306a Brigada d'Enginyers a França. El 1945, va ajudar a alliberar el camp de concentració de Mauthausen-Gusen a Àustria.

### Carrera
Així, quan acaba la Segona Guerra Mundial i dins d'aquest nou ambient musical, Mancini entra a treballar als estudis cinematogràfics de la Universal Studios, on arranja, orquestra, supervisa i compon, abordant una àmplia gamma de gèneres, des del de terror fins a la ciència-ficció. Això li dona l'oportunitat d'experimentar sonoritats noves amb diversos instruments.
El 1946, es va convertir en pianista i arranjador de la recentment reformada Glenn Miller Orchestra, dirigida per 'Everyman' Tex Beneke. Després de la Segona Guerra Mundial, Mancini va ampliar les seves habilitats en composició, contrapunt, harmonia i orquestració durant els estudis, començant amb els compositors Ernst Krenek i Mario Castelnuovo-Tedesco.
El 1952, Mancini es va incorporar al departament de música d'Universal-International. Durant els següents sis anys, va contribuir amb la música de més de 100 pel·lícules, entre les quals destaca Criatura de la Llacuna Negra, La criatura camina entre nosaltres, Va venir de l'espai exterior, Tarantula, This Island Earth, The Glenn Miller Story (per la qual va rebre la seva primera nominació a l'Oscar), The Benny Goodman Story i Touch of Evil d'Orson Welles. El seu primer èxit com a compositor pop va ser un senzill de Guy Lombardo and His Royal Canadians titulat I Won't Let You Out of My Heart.
Poc temps després, coneixe el director de cinema Blake Edwards amb qui comença una relació professional que dura trenta anys, amb qui fa 28 pel·lícules, guanya una gran quantitat de premis i la fama com a compositor de bandes sonores. Aquesta va ser la gènesi d'una relació en la qual Edwards i Mancini van col·laborar en 30 pel·lícules al llarg de trenta-cinc anys. Juntament amb Alex North, Elmer Bernstein, Leith Stevens i Johnny Mandel, Henry Mancini va ser un pioner en la inclusió d'elements de jazz en la banda sonora orquestral romàntica tardana per a cinema i televisió, prevalent en aquell moment.
El primer treball que fan junts és la pel·lícula Esmorzar amb diamants (1961), (amb la cançó Moon River)  adaptació de la novel·la de Truman Capote, que ven més d'un milió de discs i Henry Mancini guanya dos Oscars: a la millor cançó Moon River, interpretada per la mateixa Audrey Hepburn, i a la millor partitura original. A partir d'aquest moment la seva producció és imparable.
A més, les bandes sonores de Mancini per a Blake Edwards van ser Days of Wine and Roses (amb la cançó principal, Days of Wine and Roses), així com Experiment in Terror, The Pink Panther (i totes les seves seqüeles), The Great Race, The Party, 10 (inclosa It's Easy to Say) i Victor Victoria. Un altre director amb qui Mancini va tenir una llarga col·laboració va ser Stanley Donen (Charade, Arabesque, Two for the Road). Mancini també va compondre per a Howard Hawks (Man's Favorite Sport?, Hatari! – que incloïa Baby Elephant Walk), Martin Ritt (The Molly Maguires), Vittorio de Sica (Sunflower), Norman Jewison (Gaily, Gaily), Paul Newman (Sometimes a Great Notion, The Glass Menagerie), Stanley Kramer (Oklahoma Crude), George Roy Hill (The Great Waldo Pepper), Arthur Hiller (Silver Streak),  Ted Kotcheff (Who Is Killing the Great Chefs of Europe?) i altres. La partitura de Mancini per a la pel·lícula Frenzy (1972) d'Alfred Hitchcock, en andante d'orgue a l'estil bachià, per a orgue i orquestra de cordes, va ser rebutjada i substituïda per l'obra de Ron Goodwin.
Mancini va fer la música de moltes pel·lícules per a televisió, com ara The Moneychangers, The Thorn Birds i The Shadow Box. Va escriure molts temes de televisió, com ara Mr. Lucky (protagonitzada per John Vivyan i Ross Martin), NBC Mystery Movie, Tic Tac Dough (versió de 1990), Once Is Not Enough i What's Happening!! A la temporada televisiva de 1984–85, quatre sèries van incloure temes originals de Mancini: Newhart, Hotel, Remington Steele i Ripley's Believe It or Not . Mancini també va compondre el tema Viewer Mail per a Late Night with David Letterman. Mancini va compondre el tema per a NBC Nightly News que es va utilitzar a partir de 1975, i un tema diferent seu, titulat Salute to the President, va ser utilitzat per NBC News per a la seva cobertura electoral (incloses les primàries i convencions) de 1976 a 1992. Salute to the President només es va publicar en un arranjament per a banda escolar, tot i que Mancini la interpretava sovint amb orquestres simfòniques durant les seves gires de concerts.
Les cançons amb música de Mancini van ser elements bàsics del format de ràdio d'escolta fàcil des dels anys seixanta fins als vuitanta. Per als anunciants, l'estil de Mancini simbolitzava la veu brillant, segura i hospitalària de l'Amèrica burgesa. Alguns dels artistes que han enregistrat cançons de Mancini són Duane Eddy, Andy Williams, Paul Anka, Pat Boone, Anita Bryant, Jack Jones, Frank Sinatra, Perry Como, Connie Francis, Eydie Gorme, Steve Lawrence, Trini Lopez, George Maharis, Johnny Mathis, Jerry Vale, Ray Conniff, Quincy Jones, The Lennon Sisters, The Lettermen, Herb Alpert, Eddie Cano, Frank Chacksfield, Warren Covington, Sarah Vaughan, Shelly Manne, James Moody, Percy Faith, Ferrante & Teicher, Horst Jankowski, Andre Kostelanetz, Peter Nero, Liberace, Mantovani, Tony Bennett, Julie London, Wayne Newton, Arthur Fiedler, Secret Agent and the Boston Pops Orchestra, Peggy Lee i Matt Monro. El quartet Anita Kerr va guanyar un premi Grammy (1965) pel seu àlbum We Dig Mancini, una versió de les seves cançons. Lawrence Welk tenia Mancini en molt alta estima i sovint presentava la seva música al programa The Lawrence Welk Show (Mancini va fer almenys dues aparicions com a convidat al programa). Mancini va presentar breument el seu propi programa de televisió de varietats musicals en un format similar al de Welk, The Mancini Generation, que es va emetre en sindicació durant la temporada 1972–73.

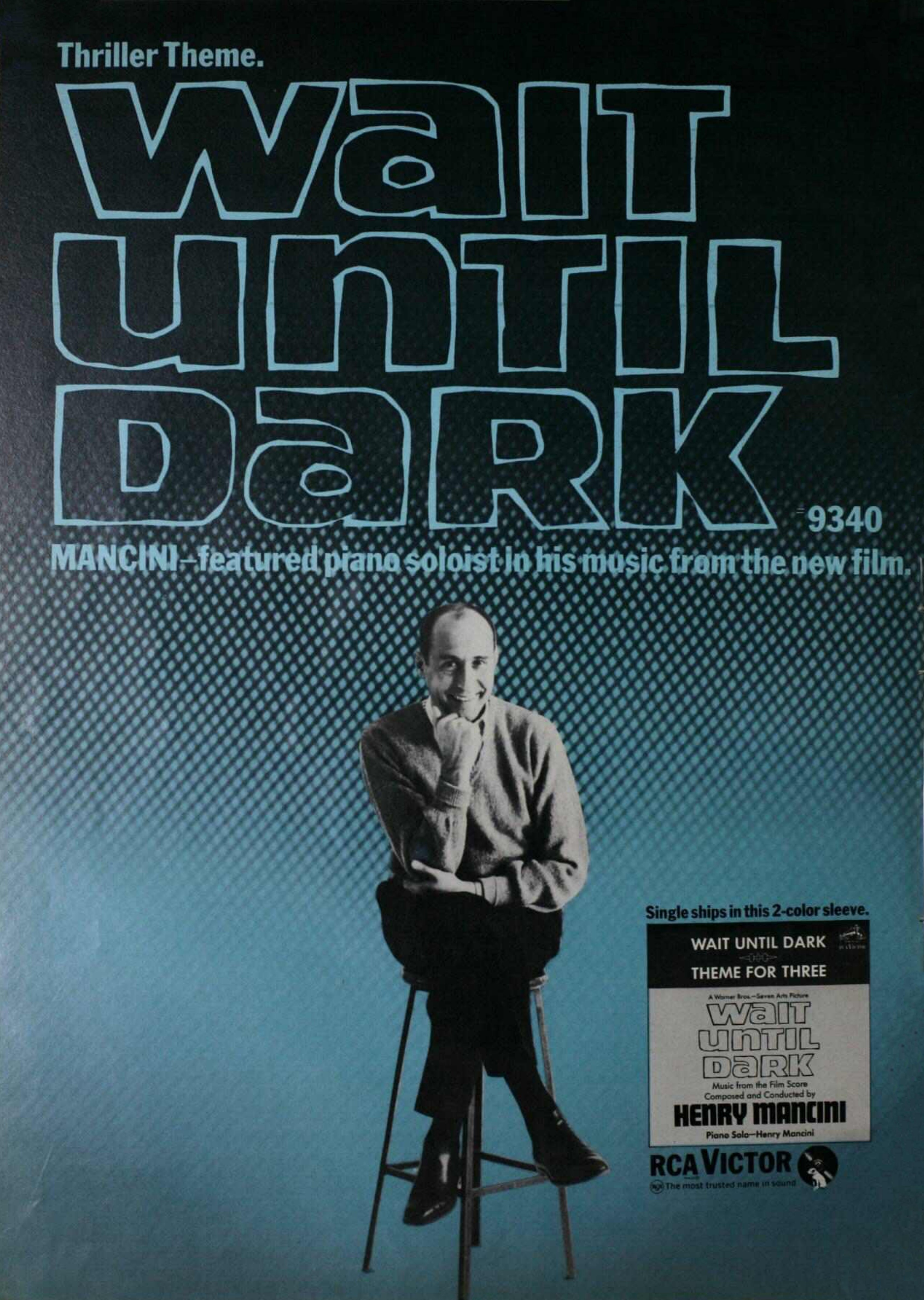
Anunci en cartellera, 14 d'octubre de 1967

Mancini va gravar més de 90 àlbums, en estils que anaven des de les big bands fins a la música clàssica lleugera i el pop. Vuit d'aquests àlbums van ser certificats com a disc d'or per la Recording Industry Association of America. Va tenir un contracte de vint anys amb RCA Victor, que va donar lloc a 60 àlbums discogràfics comercials que el van convertir en un nom familiar entre els artistes de música easy listening. Els primers enregistraments de Mancini a les dècades del 1950 i principis del 1960 van ser de l'estil jazzístic; amb l'èxit de Peter Gunn, Mr. Lucky i Breakfast at Tiffany's, Mancini va passar a gravar principalment la seva pròpia música en àlbums de discos i bandes sonores de pel·lícules. (Relativament poca de la seva música va ser escrita per a enregistraments en comparació amb la quantitat que va ser escrita per a cinema i televisió.) A partir del seu arranjament d'èxit de 1969 d'A Time for Us de Nino Rota (com la seva única entrada al top 10 del Billboard Hot 100, l'èxit número 1 Love Theme from Romeo and Juliet) i el seu àlbum d'acompanyament A Warm Shade of Ivory, Mancini va començar a funcionar més com a solista de piano i artista de música easy-listen enregistrant música principalment escrita per altres persones. En aquest període, per a dos dels seus àlbums més venuts, va estar acompanyat pel virtuós trompetista i líder de la banda de The Tonight Show, Doc Severinsen.
Entre les partitures orquestrals de Mancini hi ha Lifeforce, The Great Mouse Detective, Sunflower, Tom and Jerry: The Movie, Molly Maguires, The Hawaiians i temes més foscos (Experiment in Terror, The White Dawn, Wait Until Dark, The Night Visitor).
Mancini també va ser un concertista, dirigint més de cinquanta concerts a l'any, cosa que va resultar en més de 600 actuacions simfòniques durant la seva vida. Va dirigir gairebé totes les principals orquestres simfòniques del món, incloent-hi l'Orquestra Simfònica de Londres, la Filharmònica d'Israel, la Boston Pops, la Filharmònica de Los Angeles i la Royal Philharmonic Orchestra. Una de les seves preferides va ser l'Orquestra de Minnesota, on va estrenar la Suite Thorn Birds el juny de 1983. Va aparèixer el 1966, 1980 i 1984 en actuacions de comandament per a la Família Reial Britànica. També va fer diverses gires amb Johnny Mathis i també amb Andy Williams, que havien cantat moltes de les cançons de Mancini; Mathis i Mancini van col·laborar en l'àlbum de 1986 The Hollywood Musicals. El 1987 va dirigir un concert benèfic improvisat a Londres en benefici de Children In Need. El concert va incloure l'Obertura de 1812 de Txaikovski amb acompanyament de focs artificials sobre el riu Tàmesi.

## Vida personal
Va morir a Los Angeles, Califòrnia (EUA) afectat d'un càncer de fetge.
A Mancini li va sobreviure la seva dona de quaranta-set anys, la cantant Virginia Ginny O'Connor, amb qui va tenir tres fills. Va morir el 25 d'octubre de 2021 a l'edat de noranta-set anys.

## Llegat
Henry Mancini va crear una beca a la UCLA i algunes de les seves biblioteques i obres s'arxiven a la biblioteca de música de la UCLA, amb materials addicionals conservats a la Biblioteca del Congrés.
El 1996, l'Institut Henry Mancini, una acadèmia per a joves professionals de la música, va ser fundat per Jack Elliott en honor de Mancini, i més tard va estar sota la direcció del compositor i director Patrick Williams. A mitjans dels anys 2000, però, l'institut no es va poder sostenir i va tancar les portes el 30 de desembre de 2006. La Fundació Henry Mancini Music Scholarship de la Societat Americana de Compositors, Autors i Editors (ASCAP) s'atorga anualment des de 2001.
El 2005, l'Acadèmia d'Arts Henry Mancini es va obrir com a divisió del Lincoln Park Performing Arts Center. El centre es troba a Midland, Pensilvània, a pocs minuts de la ciutat natal de Mancini, Aliquippa. L'Acadèmia d'Arts Henry Mancini és un programa d'arts escèniques de nit i de cap de setmana per a nens des de pre-K fins a 12è grau, amb algunes classes també disponibles per a adults. El programa inclou classes de dansa, veu, teatre musical i instrumental.
L'any 2017, el municipi de Scanno va dedicar un carrer a Mancini, anomenat Via Henry Mancini.
L’American Film Institute va classificar les cançons de Mancini Moon River número 4 i Days of Wine and Roses número 39 en els seus 100 anys... Llista de 100 cançons, i la seva partitura per a The Pink Panther núm. 20 a la seva llista de les millors partitures de pel·lícules. Les seves partitures per Breakfast at Tiffany's (1961), Charade (1963), Hatari! (1962), Touch of Evil (1958) i Sola en la foscor (1967) també van ser nominats per a la llista.

## Obra
Algunes de les bandes sonores de pel·lícules que va compondre:
- Touch of Evil (1957)
- Esmorzar amb diamants (1961)
- Hatari! (1962)
- Dies de vi i roses (1962)
- Xarada (1963)
- La Pantera Rosa (1963)
- Dos a la carretera (1967)
- I girasoli (1970)
- Darling Lili (1970)
- 10, la dona perfecta (1979)
- Víctor, Victòria (1982)
- The Glass Menagerie (1987)
- Tom and Jerry: The Movie (1992)

Altres composicions:
- Back from the front
- The golden blade
- Santa Claus: The movie
- S.O.B.
- Petter Gun

## Guardons
- 4 Oscars[2]
  - Esmorzar amb diamants (1961) (doble Oscar)
  - Dies de vi i roses (1962)
  - Víctor, Victòria (1982)
- 1 Globus d'Or
  - Darling Lili (1970)
- 20 premis Grammy[2]

Premis
- 1959: Grammy a l'àlbum de l'any

Nominacions
- 1960: Grammy a l'àlbum de l'any
- 1962: Grammy a l'àlbum de l'any
- 1965: Grammy a l'àlbum de l'any